# 14 de maio
14 de maio é o 134.º dia do ano no calendário gregoriano (135.º em anos bissextos). Faltam 231 dias para acabar o ano.

## Eventos históricos

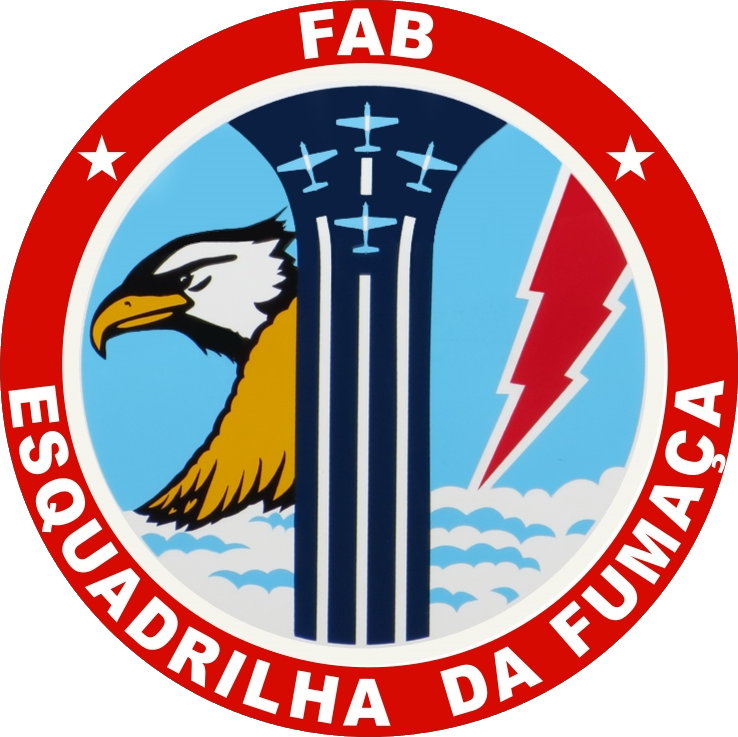
1952: Criação da Esquadrilha da Fumaça.

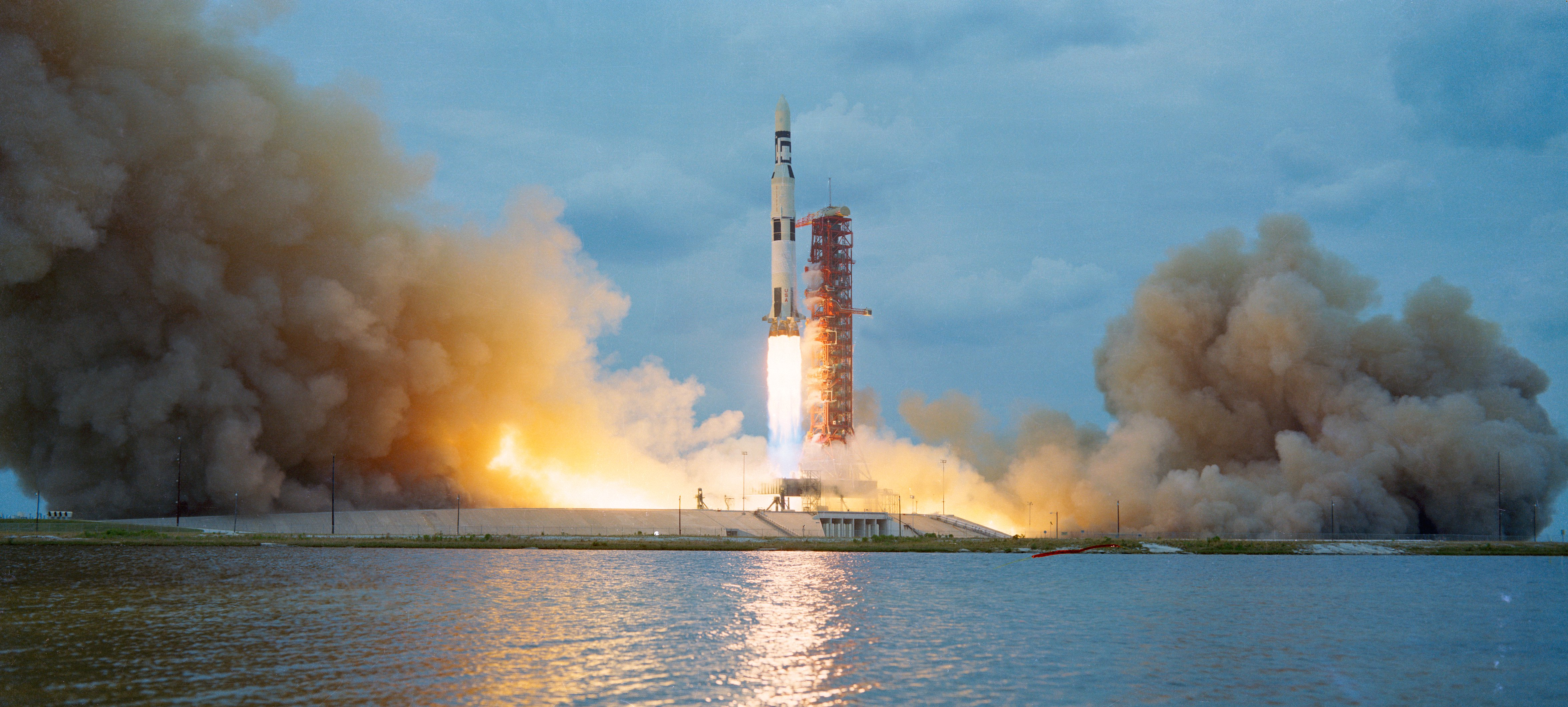
1973: Lançamento do foguete Saturno V modificado com a estação espacial Skylab.

- 1097 — Início do Cerco de Niceia na Primeira Cruzada.
- 1264 — Batalha de Lewes: Henrique III da Inglaterra é capturado e forçado a assinar um acordo, tornando Simão de Montfort o governante de facto da Inglaterra.
- 1509 — Batalha de Agnadello: no norte da Itália, as forças francesas derrotam a República de Veneza.
- 1608 — Fundação da União Protestante, coalizão de estados alemães protestantes.
- 1610 — Henrique IV da França é assassinado pelo fanático católico François Ravaillac, e Luís XIII ascende ao trono.
- 1643 — Luís XIV, de quatro anos, torna-se rei da França após a morte de seu pai, Luís XIII.
- 1747 — Guerra da Sucessão Austríaca: uma frota britânica comandada pelo almirante George Anson derrota os franceses na Primeira Batalha do Cabo Finisterra.[1]
- 1796 — Edward Jenner faz o primeiro teste da vacina contra a varíola.
- 1804 — A expedição de Lewis e Clark parte de Camp Dubois e começa sua jornada histórica subindo o rio Missouri, nos Estados Unidos.
- 1811
  - Início da circulação do periódico Idade d'Ouro do Brazil, primeira gazeta da Bahia, segunda do Brasil.
  - Paraguai: Pedro Juan Caballero, Fulgencio Yegros e José Gaspar Rodríguez de Francia iniciam ações para depor o governador espanhol.
- 1836 — Assinado o Tratado de Velasco em Velasco, Texas.
- 1857 — Mindon Min foi coroado como Rei da Birmânia em Mandalai, Birmânia (atual Mianmá).
- 1868 — Guerra Boshin: a Batalha do Castelo de Utsunomiya termina quando as antigas forças do xogunato Tokugawa se retiram para o norte.
- 1900 — Abertura do Campeonato Mundial Amador na Exposição Universal de Paris, também conhecido como Jogos Olímpicos de Verão de 1900.
- 1913 — O governador de Nova York, William Sulzer, aprova o estatuto da Fundação Rockefeller, que inicia suas operações com uma doação de US$ 100 milhões de John D. Rockefeller.
- 1915 — Revolta de 14 de Maio de 1915 em Portugal, que derruba o 9.º governo republicano, chefiado por Joaquim Pimenta de Castro. Uma Junta Constitucional assume o poder até à tomada de posse do 10.º governo republicano, chefiado por José de Castro interinamente devido ao presidente do Ministério indigitado João Chagas não poder tomar posse devido a um atentado.
- 1940 — Segunda Guerra Mundial: Ultra ataque mata cerca de 900 pessoas em Roterdã, nos Países Baixos.
- 1948 — Israel é declarado um Estado independente e um governo provisório é estabelecido. Imediatamente após a declaração, Israel é atacado pelos Estados árabes vizinhos, desencadeando a Guerra árabe-israelense de 1948.
- 1952 — O Esquadrão de Demonstração Aérea Brasileiro, conhecido como Esquadrilha da Fumaça, realiza sua primeira exibição oficial.
- 1955 — Guerra Fria: oito países do bloco comunista, incluindo a União Soviética, assinam um tratado de defesa mútua denominado Pacto de Varsóvia.
- 1961 — Movimento dos direitos civis dos negros nos Estados Unidos: o ônibus dos Viajantes da Liberdade é bombardeado perto de Anniston, Alabama, e os manifestantes dos direitos civis são espancados por racistas.
- 1970 — Andreas Baader é libertado da sua detenção provisória por Ulrike Meinhof, Gudrun Ensslin e outros, um momento crucial na formação da Facção do Exército Vermelho, uma organização de guerrilheiros de extrema-esquerda que atuavam na antiga Alemanha Ocidental.
- 1973 — Lançamento da Skylab, a primeira estação espacial dos Estados Unidos.
- 1980 — Guerra Civil Salvadorenha: o massacre do rio Sumpul ocorre em Chalatenango, El Salvador, os militares hondurenhos atacaram e impediram os refugiados de fugir para Honduras e entre 300 e 600 pessoas morreram.[2]
- 1984 — Toma posse em Guiné-Bissau a presidente Carmen Pereira.
- 1987 — O primeiro-ministro de Fiji, Timoci Bavadra, é deposto do poder em um golpe de estado liderado pelo tenente-coronel Sitiveni Rabuka.[3]
- 1999 — Toma posse de forma interina em Guiné-Bissau o presidente Malam Bacai Sanhá.
- 2004
  - A Corte Constitucional da Coreia derruba o impeachment do presidente Roh Moo-hyun.
  - O voo Rico Linhas Aéreas 4815 cai na floresta amazônica durante a aproximação do Aeroporto Internacional de Manaus em Manaus, Brasil, matando 33 pessoas.
- 2005 — Estoura a crise política brasileira conhecida como escândalo do mensalão.
- 2013 — É permitido o casamento entre pessoas do mesmo sexo em todo território brasileiro, através de resolução do Conselho Nacional de Justiça.
- 2010 — O ônibus espacial Atlantis é lançado na missão STS-132 para entregar o primeiro componente russo da EEI — Rassvet. Este foi originalmente programado para ser o lançamento final do Atlantis, antes que o Congresso dos Estados Unidos aprovasse o STS-135.[4]
- 2015 — O Plenário do Supremo Tribunal Federal reconhece o poder investigatório do Ministério Público do Brasil.

## Nascimentos

### Anteriores ao século XIX
- 1316 — Carlos IV do Sacro Império Romano-Germânico (m. 1378).
- 1553 — Margarida de Valois, rainha de França e Navarra (m. 1615).
- 1679 — Peder Horrebow, astrônomo dinamarquês (m. 1764).
- 1710 — Adolfo Frederico da Suécia (m. 1771).
- 1725 — Ludovico Manin, doge de Veneza (m. 1802).
- 1727 — Thomas Gainsborough, pintor britânico (m. 1788).
- 1761 — Adélaïde de Souza, escritora francesa (m. 1836).
- 1771 — Robert Owen, empresário e filósofo britânico (m. 1858).

### Século XIX
- 1841 — Squire Bancroft, ator e diretor de teatro britânico (m. 1926).
- 1854 — Maria Pavlovna da Rússia (m. 1920).
- 1867 — Kurt Eisner, político alemão (m. 1919).
- 1868 — Magnus Hirschfeld, sexólogo alemão (m. 1935).
- 1872 — Marcel Renault, automobilista e industrial francês (m. 1903).
- 1875 — José Santos Chocano, poeta e escritor peruano (m. 1934).
- 1879 — Caetano Munhoz da Rocha, político brasileiro (m. 1944).
- 1880 — B. C. Forbes, jornalista e escritor britânico (m. 1954).
- 1884 — Claudius Dornier, projetista alemão (m. 1969).
- 1885 — Otto Klemperer, maestro e compositor alemão (m. 1973).
- 1888 — Percy Courtman, nadador britânico (m. 1917).
- 1893 — Joseph Kampé de Fériet, matemático francês (m. 1982).
- 1899 — Pierre Victor Auger, físico francês (m. 1993).
- 1900 — Edgar Wind, historiador de arte alemão (m. 1971).

### Século XX

#### 1901–1950
- 1901 — Hans Stüwe, ator, diretor teatral e musicólogo alemão (m. 1976).
- 1904
  - Lola Todd, atriz estadunidense (m. 1995).
  - Hans Albert Einstein, engenheiro suíço (m. 1973).
- 1905
  - Jaguaré Bezerra de Vasconcelos, futebolista brasileiro (m. 1946).
  - Jean Daniélou, religioso francês (m. 1974).
- 1917 — William Thomas Tutte, matemático e criptologista britânico (m. 2002).
- 1921 — Ely do Amparo, futebolista brasileiro (m. 1991).
- 1922 — Franjo Tuđman, político croata (m. 1999).
- 1924 — Joly Braga Santos, maestro e compositor português (m. 1988).
- 1930 — Bonifácio José Tamm de Andrada, advogado, jornalista, cientista político, professor universitário e político brasileiro (m. 2021).
- 1933 — László Kovács, diretor de fotografia húngaro (m. 2007).
- 1934 — Eric Caldow, futebolista britânico (m. 2019).
- 1935
  - Mel Charles, futebolista britânico (m. 2016).
  - Monty Roberts, treinador de cavalos norte-americano.
- 1936 — Bobby Darin, cantor estadunidense (m. 1973).
- 1938 — Johann Frank, futebolista austríaco (m. 2010).
- 1940 — Tommy Lawrence, futebolista britânico (m. 2018).
- 1942 — Maílson da Nóbrega, economista brasileiro.
- 1943 — Ólafur Ragnar Grímsson, político islandês.
- 1944
  - George Lucas, cineasta estadunidense.
  - Raul Pont, político brasileiro.
  - João Acaiabe, ator brasileiro (m. 2021)
- 1945
  - Olney Cazarré, ator, diretor, radialista, radioator, comediante e dublador brasileiro (m. 1991).
  - Vladislav Ardzinba, político russo (m. 2010).
  - Yochanan Vollach, ex-futebolista israelense.
- 1946
  - Joseph Zito, cineasta estadunidense.
  - Victor dos Santos Gonçalves, arqueólogo português (m. 2024).
- 1947 — Anne Wiazemsky, atriz e escritora francesa (m. 2017).
- 1949 — Bob Telson, pianista e compositor estadunidense.

#### 1951–2000
- 1952
  - David Byrne, cantor estadunidense.
  - Robert Zemeckis, cineasta estadunidense.
- 1953
  - Norodom Sihamoni, monarca cambojano.
  - Tom Cochrane, músico canadense.
- 1957 — William Gregory, ex-astronauta norte-americano.
- 1960 — Steve Williams, wrestler estadunidense (m. 2009).
- 1961 — Tim Roth, ator britânico.
- 1962
  - Jan Urban, ex-futebolista e treinador de futebol polonês.
  - Ian Astbury, músico britânico.
- 1963 — Ignace Murwanashyaka, militar ruandês (m. 2019).
- 1964 — Néstor Gorosito, ex-futebolista e treinador de futebol argentino.
- 1965 — Eoin Colfer, escritor irlandês.
- 1966 — Marianne Denicourt, atriz francesa.
- 1969
  - Cate Blanchett, atriz australiana.
  - Mariana Godoy, jornalista brasileira.
  - Stéphan Grégoire, automobilista francês.
  - Danny Wood, cantor e compositor estadunidense.
- 1970 — Tibor Selymes, ex-futebolista e treinador de futebol romeno.
- 1971
  - Sofia Coppola, cineasta estadunidense.
  - Oséas, ex-futebolista brasileiro.
  - Mike Sorber, ex-futebolista estadunidense.
  - Martin Reim, ex-futebolista e treinador de futebol estoniano.
- 1972 — Vanessa Barum, cantora brasileira.
- 1973
  - Natalie Appleton, cantora canadense.
  - Hakan Ünsal, ex-futebolista turco.
- 1974
  - Thalma de Freitas, atriz e cantora brasileira.
  - Pierre-Yves André, ex-futebolista francês.
- 1975
  - Bill Tchato, ex-futebolista camaronês.
  - Váldson, ex-futebolista brasileiro.
- 1977 — Aimee Sweet, atriz e modelo estadunidense.
- 1978
  - André Macanga, ex-futebolista e treinador de futebol angolano.
  - Gustavo Varela, ex-futebolista uruguaio.
- 1979
  - Mickaël Landreau, ex-futebolista francês.
  - Carlos Tenorio, ex-futebolista equatoriano.
- 1980
  - Sérgio Guizé, ator brasileiro.
  - Petra Leão, quadrinista brasileira.
  - Zdeněk Grygera, ex-futebolista tcheco.
- 1982 — Ignacio González, ex-futebolista uruguaio.
- 1983
  - Anahí, atriz e cantora mexicana.
  - William Júnior, futebolista brasileiro.
  - Amber Tamblyn, atriz estadunidense.
  - Luis Pedro Figueroa, ex-futebolista chileno.
  - Flávia Noronha, apresentadora e jornalista brasileira.
- 1984
  - Mark Zuckerberg, programador e empresário estadunidense.
  - Diego de Souza, futebolista uruguaio.
  - Hassan Yebda, ex-futebolista e treinador de futebol franco-argelino.
  - Kosuke Kimura, ex-futebolista japonês.
  - Kurt Couto, atleta moçambicano.
  - Michael Rensing, ex-futebolista alemão.
  - Patrick Ochs, ex-futebolista alemão.
- 1986
  - Camila Sodi, atriz e cantora mexicana.
  - Rodolfo González, automobilista venezuelano.
- 1987
  - Adrián Calello, futebolista argentino.
  - Renatinho, futebolista brasileiro.
  - Franck Songo'o, ex-futebolista francês.
  - Felipe França, nadador brasileiro.
  - Paulo Renato, futebolista português.
- 1989 — Alexandra Park, atriz australiana.
- 1991
  - Manga Escobar, futebolista colombiano.
  - Ahmed El-Shenawy, futebolista egípcio.
- 1992 — Nava Mau, cineasta mexicana.
- 1993
  - Miranda Cosgrove, atriz e cantora estadunidense.
  - Kristina Mladenovic, tenista francesa.
- 1994
  - Marquinhos, futebolista brasileiro.
  - Dennis Praet, futebolista belga.
- 1995 — Bernardo Fernandes da Silva Junior, futebolista brasileiro.
- 1996 — Martin Garrix, produtor, DJ e remixer neerlandês.
- 1997 — Rúben Dias, futebolista português.
- 1998 — Aaron Ramsdale, futebolista britânico.
- 1999 — Marvvila, cantora e compositora brasileira.
- 2000
  - Firas Al-Buraikan, futebolista saudita.
  - Ilan Van Wilder, ciclista belga.

## Mortes

### Anteriores ao século XIX
- 0649 — Papa Teodoro I (n. 642).
- 0964 — Papa João XII (n. 937).
- 1080 — Guilherme Walcher, bispo de Durham (n. ?).
- 1438 — Matilde de Saboia, eleitora do Palatinado (n. 1391/1400).
- 1445 — Joana de Montfaucon, princesa de Orange (n. ?).
- 1493 — Nanina de Médici, nobre italiana (n. 1448).
- 1610 — Henrique IV de França (n. 1553).
- 1643 — Luís XIII de França (n. 1601).
- 1782 — João Evangelista Pereira da Silva, religioso português (n. 1708).

### Século XIX
- 1847 — Fanny Mendelssohn, pianista e compositora alemã (n. 1805).
- 1878 — Okubo Toshimichi, político japonês (n. 1830).
- 1881 — Mary Seacole, enfermeira jamaicana (n. 1805).
- 1893 — Ernst Kummer, físico e matemático alemão (n. 1810).
- 1894 — Henry Morley, escritor britânico (n. 1822).

### Século XX
- 1907 — Francisco Rodrigues Tenório, industrial conserveiro português (n. ?).
- 1912
  - Frederico VIII da Dinamarca (n. 1843).
  - August Strindberg, dramaturgo sueco (n. 1849).
- 1918 — Joaquim Pimenta de Castro, militar e político português (n. 1846).
- 1940 — Emma Goldman, anarquista e feminista lituana (n. 1869).
- 1943 — Henri La Fontaine, político belga (n. 1854).
- 1944 — Zola Amaro, cantora lírica brasileira (n. 1891).
- 1954 — Heinz Guderian, general alemão (n. 1888).
- 1958 — Husband Kimmel, almirante norte-americano (n. 1882).
- 1970 — Fritz Perls, psicólogo alemão (n. 1893).
- 1973 — Fritz Kachler, patinador artístico austríaco (n. 1888).
- 1987 — Rita Hayworth, atriz estadunidense (n. 1918).
- 1998 — Frank Sinatra, cantor norte-americano (n. 1915).
- 2000 — Keizo Obuchi, político japonês (n. 1937).

### Século XXI
- 2002 — José Lutzenberger, ecologista e agrônomo brasileiro (n. 1926).
- 2003 — Robert Stack, ator norte-americano (n. 1919).
- 2004 — Anna Lee, atriz britânica (n. 1913).
- 2007 — Marinês, cantora brasileira (n. 1935).
- 2008
  - Wander Taffo, guitarrista brasileiro (n. 1954).
  - Mário Schoemberger, ator brasileiro (n. 1952).
- 2009 — Edgar Rodrigues, anarquista luso-brasileiro (n. 1921).
- 2014 — Alexandre Pessoal, cantor brasileiro (n. 1975).
- 2015 — B. B. King, guitarrista, compositor e cantor estadunidense (n. 1925).
- 2017 — Powers Boothe, ator norte-americano (n. 1948).
- 2018 — Tom Wolfe, jornalista e escritor estado-unidense (n. 1930).
- 2019 — Tim Conway, comediante, escritor e cineasta norte-americano (n. 1933).
- 2021 — Jaime Garza, ator e escritor mexicano (n. 1954).
- 2022
  - Breno Silveira, cineasta brasileiro (n. 1964).
  - Maxi Rolón, futebolista argentino (n. 1995).
- 2024 — Gudrun Ure, atriz escocesa (n. 1926).

## Feriados e eventos cíclicos
- Dia da Independência de Israel

### Portugal
- Feriado Municipal de Anadia
- Feriado Municipal de Vouzela

### Brasil
- Aniversário de Cachoeira Dourada, Goiás
- Aniversário de Doverlândia Goiás
- Aniversário de Indiara, Goiás
- Aniversário de Minaçu, Goiás
- Aniversário de Ouricuri, Pernambuco
- Aniversário de Passos, Minas Gerais
- Aniversário de São Gabriel da Palha, Espírito Santo
- Aniversário de Abreu e Lima, Pernambuco

### Cristianismo
- Bonifácio de Tarso
- Difano
- Frei Gil
- Galo de Clermont
- Matias, o Apóstolo
- Vítor e Corona

## Outros calendários
- No calendário romano era o dia anterior aos (ou véspera dos) idos de maio.
- No calendário litúrgico tem a letra dominical A para o dia da semana.
- No calendário gregoriano a epacta do dia é xv.